# Die Heilige von Fatima
Die Heilige von Fatima (Originaltitel: The Miracle of Our Lady of Fatima) ist ein Warner-Color-Spielfilm aus dem Jahr 1952, der als wahrheitsgetreue Darstellung der Ereignisse um die Erscheinungen der Muttergottes in Fátima, Portugal im Jahr 1917 beworben wurde. Die Filmmusik von Max Steiner wurde für einen Oscar nominiert.

## Handlung
Wir schreiben das Jahr 1917. Portugal leidet unter den Nachwirkungen des Sturms antireligiöser Gefühle und des gewaltsamen Sturzes der Monarchie und der Regierung durch die Revolution vom 5. Oktober 1910. Die Kirchen in Lissabon und im übrigen Portugal sind mit Brettern vernagelt. Viele Priester, Nonnen, Mönche und Ordensleute werden gezeigt, wie sie Fingerabdrücke nehmen, fotografiert und als mögliche Kriminelle registriert werden, bevor sie ins Gefängnis kommen. Das ländliche Fátima ist klein genug, um von dieser Verfolgung weitgehend verschont zu bleiben; die Kirche bleibt geöffnet, und die meisten Menschen sind einigermaßen fromm.
Als Lúcia Santos und ihre Cousins Jacinta Marto und Francisco Marto am 15. Mai (das tatsächliche Datum der ersten Erscheinung war der 13. Mai) auf einem Feld außerhalb der Stadt spielten und ihre Herde hüteten, beschlossen sie, ihre Version des Rosenkranzes zu beten, indem sie „Gegrüßet seist du, Maria“ riefen, aber das Gebet nicht beendeten. Mitten in diesem Gebet hören sie einen Donnerschlag und sehen in der Ferne einen Blitz aufleuchten. In der Annahme, dass es gleich regnen wird, treiben die Kinder ihre Schafe zusammen und gehen nach Hause. Ein weiterer Blitz lässt sie direkt in eine ungewöhnliche „Lichtwolke“ laufen, die einen kleinen Baum umgibt, auf dem eine geheimnisvolle Frau steht. Die Frau spricht langsam und leise zu ihnen und bittet sie, an jedem 13. des Monats wiederzukommen und Gott ihre Leiden für das Heil der Sünder aufzuopfern. Sie bittet sie, den Rosenkranz für den Weltfrieden zu beten. Später treffen sie ihren agnostischen Freund Hugo da Silva, der ihnen rät, niemandem von der Vision zu erzählen, aber Jacinta erzählt natürlich sofort, als sie wieder zu Hause ist, was sie gesehen hat.
Die Eltern von Jacinta und Francisco glauben die Geschichte schnell, aber Lúcias Mutter reagiert mit Abscheu und setzt ihre Tochter emotionalen und körperlichen Misshandlungen aus. Sie verbietet Lúcia, in die Cova da Iria zurückzukehren, aber Lúcia tut es trotzdem bei der nächsten Erscheinung am 13. Juni und erfährt von der Frau, dass ihre Cousins „bald“ sterben und in den Himmel kommen werden, während sie ein langes Leben im heiligen Dienst führen wird. Der Pfarrer der Pfarrei, Pater Ferreira, glaubt, dass die Visionen von Satan stammen könnten. Die örtlichen Behörden schließen die Kirche von Fatima, bis der Pfarrer die Gemeindemitglieder davon überzeugen kann, dass keine Visionen stattgefunden haben und auch nicht stattfinden werden. Im folgenden Monat, am 13. Juli, erscheint die Frau erneut und prophezeit, dass „ein anderer und schlimmerer Krieg“ (der Zweite Weltkrieg) stattfinden wird, wenn die Welt nicht aufhört zu sündigen. Sie prophezeit auch, dass das Böse von Russland ausgehen wird, wenn dieses Land sich nicht bekehrt. Der Provinzverwalter Artur Santos (nicht verwandt mit Lúcia Santos) entführt die Kinder und bietet ihnen zunächst Bestechungsgelder an, dann droht er ihnen mit dem Tod, wenn sie ihre Geschichte nicht ändern. Um ihnen Angst zu machen, lässt er zuerst Jacinta und dann Francisco in ein anderes Zimmer schleifen. Jacintas entsetzte Schreie überzeugen Lúcia davon, dass ihre Cousins tot sind, aber sie weigert sich zu leugnen, was sie gesehen hat. Artur Santos warnt sie, dass sie die „volle Behandlung“ erhalten werde, bringt sie wieder mit ihren Cousins zusammen, die noch am Leben sind, und wirft sie dann alle ins Gefängnis. Dort treffen sie auf Hugo, der ihnen hilft, alle Gefangenen zum gemeinsamen Rosenkranzgebet zu überreden.
Da Artur Santos keine strafrechtlich verwertbaren Beweise findet, lässt er die Kinder frei, die feststellen, dass die gesamte Bevölkerung von Fatima draußen steht, betet und auf sie wartet.
Am 13. Oktober, als die Frau „ein Zeichen, das sie glauben lässt“ versprochen hatte, kamen etwa vierzigtausend Menschen und warteten in einem strömenden Regen. Die Frau erscheint und verkündet, dass der Krieg (der Erste Weltkrieg) bald zu Ende sein wird und die Soldaten nach Hause zurückkehren werden. Genau um 12 Uhr mittags, als die Frau ihre Hand hebt, reißt die Wolkendecke auf und die Sonne scheint hell auf alle Menschen – dann geht die Sonne in einen Regenbogen von Farben über und scheint näher zu kommen, was von vielen als Sonnenwunder bezeichnet wird. Viele Menschen geraten in Panik, andere beten oder schauen ruhig zu, und einige Kranke und Behinderte werden geheilt. Als sich die Sonne wieder normalisiert, steht Hugo inmitten der knienden Menge, seinen Hut noch auf. Er nimmt ihn ab und sagt: „Nur ein Narr sagt, dass es keinen Gott gibt“.
Ein kurzer Epilog um 1951 zeigt die riesige Basilika, in der der Baum stand, und eine Million Menschen, die draußen der Muttergottes von Fatima huldigen. Am Ende des Films betet Lúcia in der neuen Basilika (an der Stelle der Cova da Iria) als Nonne am Grab ihrer Cousins, an ihrer Seite der bekehrte Hugo.

## Kritiken
Der brasilianische Kritiker Moniz Vianna ist weniger begeistert und schreibt in seiner Kolumne in Correio da Manhã, das Drehbuch sei "mittelmäßig" und "kalt", und der Regisseur "scheint weit unter seiner Bestform zu sein", wobei er sich auf die "gut kuratierte" Kameraarbeit von Edwin DuPar und den Soundtrack von Max Steiner stützt.